# التعليم بلعب الأدوار
التعليم بلعب الأدوار هي طريقة تدريس تستخدم الأساليب الدرامية لتسهيل التعليم. وتعتبر طريقة تدريس شاملة مصممة لدمج التفكير الناقد، والتحليل الانفعالي، والقيم الأخلاقية، والبيانات الواقعية وتهدف إلى تنويع تجربة التعلم وجعلها أقرب لواقع حياتنا اليومية.

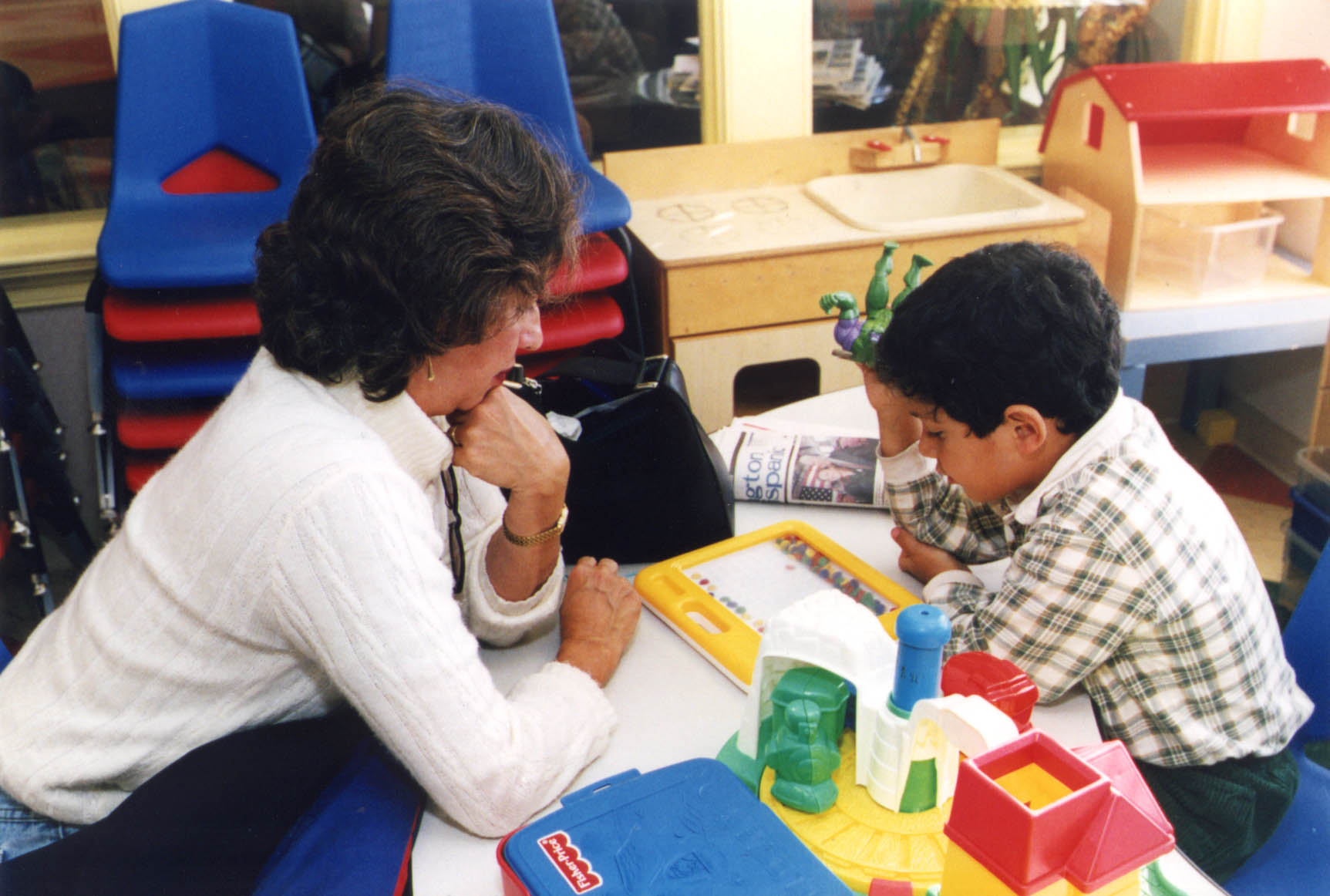
المعلم في دور مع الطالب على الكمبيوتر

إذا كان دور المعلم هو التدريس فلابد من أن يكون دور الطالب هو التعلم. على أية حال قد نتفق أن عملية التعلم ليست مجرد التدرب على قراءة وإخبار الحقائق، ولكنها اكتساب نظرة أعمق للأحداث والمواقف. وتعتبر الدراما لهذا الغرض أداةً لا تقدر بثمن. فمن خلال استخدام الدراما والوثائقيات الدرامية، لا يقوم المعلم بتدريس وتعلم «ماذا» فقط، بل «لماذا» و «كيف» أيضًا.
ويتمكن الطلاب بالأساليب الدرامية في التعليم من تغيير طرق التعليم التقليدية، حيث يكون الطلاب قادرين على التواصل بشكل أفضل في المستويات الإدراكية والشخصية والاجتماعية وذلك لأنهم قادرون على أن يجعلوا من انفسهم مستمعي ومتحدثي ومحيي المعرفة. بواسطة اسلوب لعب الأدوار، يمنحهم المعلم طريقةً مناسبة لعرض موقفٍ معين والتفكير فيه باستخدام السلوك الضمني للدور المناط بهم. كما يسمح المعلم لطلابه أن يكونوا مسؤولين عن تعلمهم وتسهيل قيامهم بذلك. وبهذه الطريقة يكتسبون خبرةً أكبر من خبراتنا من خلال لعب الأدوار ويعرفون ما يلزم معرفته.
وتسمح استراتيجية دور المعلم للطلاب بتكوين خيال أوسع أثناء طرح الأسئلة والتحدي ومعالجة أفكارهم. وتعمل أثناء اكتساب المعرفة أيضًا على تحسين الأساليب الاجتماعية الشخصية لدى الطلاب كالتواصل البصري ولغة الجسد. ويتخذ الطلاب أدوارًا مختلفة الشخصيات وينقلوا ذلك لفصلهم. كما يستطيع المعلمين منع شعورهم بالفشل من خلال تشجيعهم ودعم أي عمل يقومون به وذلك لأن كل طالبٍ لهُ أسلوب تفكيرٍ مختلف.
ويعرض أحد أفضل ممارسات المعلم بلعب الأدوار في برنامج حواري تلفزيوني شخصيات مختلفة من كتب أو قصص تعليمية. يتعلم فيها الطلاب عن أنفسهم أثناء التدريس كما يحصلون على طريقة تعلم مختلفة تماماً. وبما أن الأطفال يحبون الإثارة والمتعة والتغيير، فإن الأساليب الدرامية في التعليم توفر لهم المتعة بالإضافة تحقيقها للأهداف التعليمية.

## ما هو الدور؟
يتبنى كل شخص منا دورًا مختلفًا في حياتنا اليومية وتتغير هذه الأدوار مع الأوضاع المحيطة بنا، ونملك جميعًا أدوارًا مختلفة في الحياة. بإمكاننا أن نتخيل تلك الأدوار كقبعات نلبسها في الأوقات المناسبة (مثل دور الابن أو الأخ أو المعلم أو الموظف). وإن لهذه الأدوار سلوك ضمني ندركه جميعًا، وهو السلوك الاجتماعي الجوهري الذي يمكننا استخدامه في الدراما والأوضاع الدرامية لخلق فهم ومعاني أعمق. وللمعلم في المجتمع دور مهم وقيّمةٌ ذات تأثير بعيد المدى على المجتمع الذي يعيش فيه، ولا يمكن لأي شخصية أخرى أن يكون لها تأثيرًا أكثر عمقًا من تأثير المعلم. حيث يتأثر الطلاب بشدة بمحبة المعلم وعاطفته وشخصيته وكفاءته والتزامه الأخلاقي. يصبح المعلم المميز قدوةً لطلابه. حيث يحاول الطلاب متابعة معلمهم في أخلاقه ولبسه وسلوكه وطريقة حديثه لأنه يعتبر الشخص المثالي بالنسبة لهم.
ويميل الطلاب خلال مرحلة التعليم المبكر إلى تحديد أهدافهم في الحياة وخططهم المستقبلية بالتشاور مع معلميهم. لذلك يمكن للمعلم الجيد المتميز أن يلعب دورًا بارزًا في نجاح مستقبل طلابه، في حين أن المعلم الفاسد قد يؤذي طلابه بشكل أبشع من فساد القضاء وانحرافه أو فساد العاملين في قطاع الجيش أو الشرطة أو البيروقراطيين أو السياسيين أو التكنوقراطيين. لأن المعلم الفاسد وغير الكفء ليس مجرد فرد سيء فحسب، بل إنه أيضًا تجسيد لجيل فاسد وغير كفء، وإن وجود المعلمين الفاسدين في الدولة يجعلها في خطر.

## أهمية المعلم
تتطلب أهمية المعلم كمهندس لأجيالنا المستقبلية السماح لأفضل وأكفأ المؤهلين فقط بالعمل في هذه المهنة النبيلة. ومن المؤسف حقًا أن يحصل بعض السيئين الغير متمكنين في مجتمعاتنا على فرصة العمل في هذا المجال. وقد يجدها بعضهم فرصةً سهلة للحصول على وظيفة عندما يفشل في الحصول على وظيفة بديلة، دون مبالاة بمصير الدولة. ومن المفهوم أن أحد الأسباب المهمة لذلك هو تدني الرواتب لمعلمي المدارس الابتدائية والثانوية التي لا تتميز عن رواتب الموظفين. لذلك نجد عدد كبير من مدرسينا محبطون وغير مهتمين. والمثال على ذلك: حاليًا نرى في جنوب إفريقيا يستقيل المعلمون أو يلجؤون للتقاعد المبكر بشكل جماعي بين عامي 2012 و 2016.
وقد يلزمهم الذهاب لوظائف بدوام جزئي لتلبية احتياجاتهم الأساسية. بالإضافة إلى كون مهنة التدريس لا تعتبر وظيفة مرموقة في بعض المجتمعات. وبشكلٍ خاص يعتبر وضع معلمي المرحلة الابتدائية والمتوسطة سلبيا. حيث أن مكانتهم قد تعتبر أقل من مكانة الأطباء والمهندسين والدعاة وموظفي الخدمة المدنية؛ وأقل حتى من مكانة البائعين شبه الأميين والأميين. لذلك مهما كان الشخص الذكي مولعًا بالتعليم والتدريب فإنه لا يتخلى عن مهنة الطبيب أو المهندس لصالح التدريس. لذلك يجب أثناء اختيار المعلمين الأكفاء أن يؤخذ بعين الاعتبار أنه يتم توفير فرص وآفاق وامتيازات أفضل لهم.

## توقعات المعلمين
عندما نتحدث عن المعلمين الأكفاء فنحن نقصد أن المعلم يجب أن يكون نموذجًا للإيمان والتقوى، وأن يكون ذو دراية ومعرفة جيدة. كما أنه ينبغي عليه أن يدرك أنه من واجبه تعليم وتدريب طلابه، ويجب عليه أن يستشعر تلك المسؤولية. كما يجب أن يستشعر مسؤوليته تجاه طلابه، وأن يكون خير قدوة لهم، كما يجب عليه أن يكون شخصًا اجتماعيًا مساهماً في المجتمع.ولابد من أن يكون صديقًا مخلصًا ليثق الناس به على أبنائهم. كما أنه ومهما كلف الأمر يجب ان يكون المرشح لهذه المهنة ذو فطنةٍ طبيعية واستعداد للتدريس.
وينبغي على المعلمين المشاركة بفعالية في الأنشطة الاجتماعية بطريقة إيجابية ومعرفة فن التدريس مع الفهم العميق لعلم نفس الطفل. ومن المهم لكي يكون المعلم ناجحًا، أن يكون تعامله مع طلابه دائمًا بطريقة عادلة وأن يتحلى بضبط النفس واحترام طلابه ومشاعرهم وكبريائهم ومحاولة فهم وحل الصعوبات التي قد تواجههم بصبر. كما يجب عليه أن يتقبل النقد والآراء بصدر رحب وأن لا يشعر بالخجل أو الإهانة في ذلك. وينبغي عليه أن يفخر بلغته وثقافته وزيه الوطني. ويجب عليه بالإضافة إلى كونه مدرسًا متخصصًا أن يكون مربيًا ومعلمًا ومصلحًا ومرشدًا. أي أنه يجب أن يكون معلمًا مثاليًا وتعليمًا مثاليًا.

## دور الخبير
دور الخبير "Mantle of the Expert" هي دراما في منظومة التعليم من تصميم دوروثي هيثكوت. في دور الخبير يلعب الطلاب دورهم كخبراء في مجال معين. ولا يتم إخبارهم بأنهم خبراء فحسب بل إن عليهم أن يلعبوا هذا الدور ويشعروا وبذلك. ويتم ذلك من خلال عدد من الألعاب أو التمارين لتطوير الشخصية. كما يلعب المعلم دوراً كبيراً في دور الخبير، حيث يوفر مثالاً يمكن للطلاب البناء عليه للتدرج نحو تعلم أكثر استقلالية. وقد تم وصف دور الخبير وشرحه وطرح مثالٍ عليه في كتاب دراما التعلم: أسلوب دوروثي هيثكوت دور الخبير في التعليم ، بقلم دوروثي هيثكوت وغافن بولتون.

## روابط خارجية
- Dramaresource.com - وصف للعديد من تقنيات الدراما الفعالة وكيفية تطبيقها
- ببليوغرافيا واسعة من الدراما في التعليم
- المعلم بلعب الأدوار النظرية والممارسة
- تداعيات تطبيق منهج دور الخبير بهيثكوت كمجتمع للممارسة وأداة للتعلم عبر المناهج في مدرسة ابتدائية